# Maubara

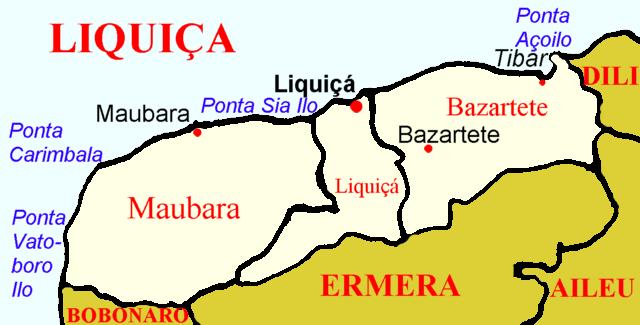
Mapa de município de Liquiçá

A vila costeira de Maubara está situada nas coordenadas (8°37'S, 125°12'E) na região montanhosa coberta por floresta tropical em Timor-Leste, no posto administrativo de Maubara, município de Liquiçá, a oeste da cidade de Liquiçá. 
A maior parte da população fala Tocodede. Maubara conta com uma praça de mercado e um centro de saúde. A vila é o centro da administracão do suco de Vaviquinia.

## História
Os Países Baixos ocuparam Maubara, o que é testemunhado pela presença das ruínas de uma fortaleza neerlandesa, sobranceira à baía. Maubara, que era um enclave em territórios portugueses de Timor, passou no ano 1851 para o domínio português em troca pela ilha de Flores até então controlada pelos portugueses.
A cidade esteve presente no noticiário internacional em setembro de 1999 devido a vários casos de estupro e assassinato cometidos pelo grupo rebelde Besi Merah Putih em oposição ao voto de independência timorense.

## Património edificado em Maubara
A cidade e conhecida pela sua fortaleza, um edificio de origem holandesa, datado provavelmente de 1756. Conta com muros bem conservados com um canhão. A casa no interior da fortaleza data provavelmente da segunda metade do século XX.
O  Posto de Alfândega foi construído no ano 1920. Hoje é um centro de formação com biblioteca e um posto de turismo.
A Escola de Padre Medeiros construída na primeira metade do século XIX foi destruída pela Diocese de Maliana e reconstruída como uma residência de traça semelhante. Serviu originalmente como escola.

A Igreja de Maubara e um edificio de planta rectangular de estilo neoclássico, mandado construir pelo Padre Medeiros, Governador das Missões de Timor entre 1877-1897.

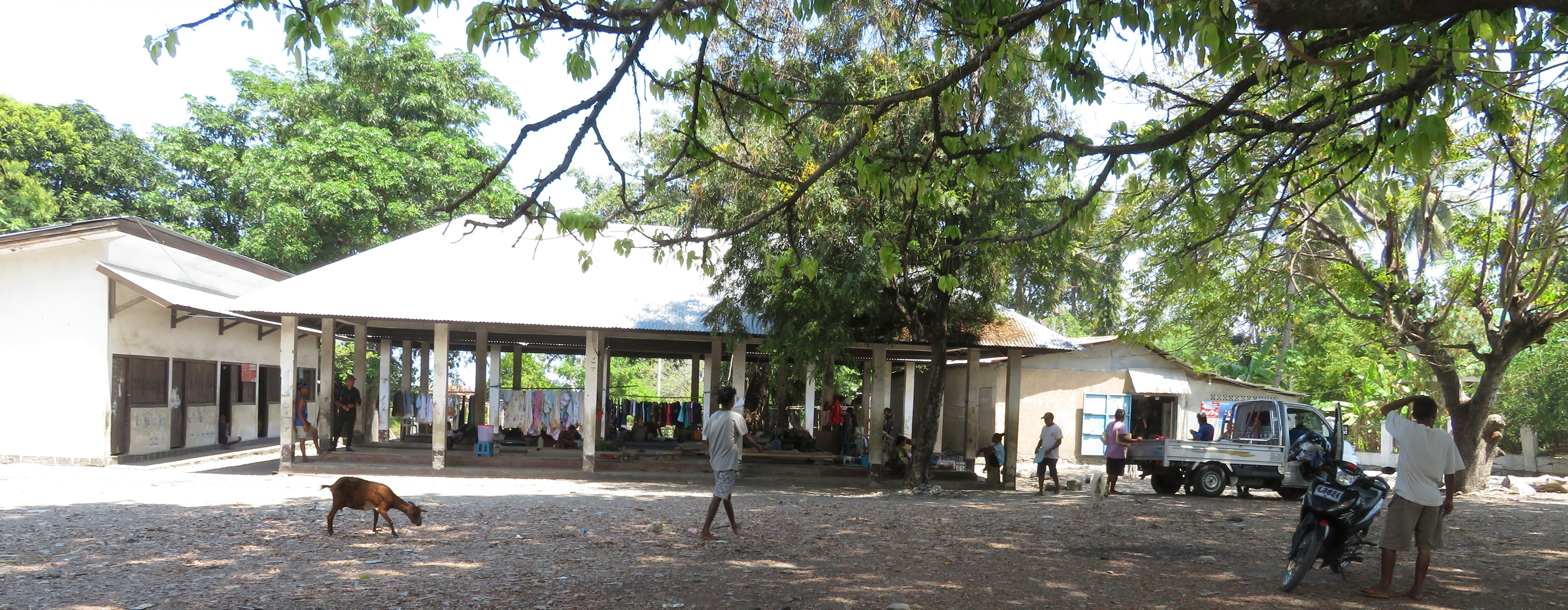
Praça de Mercado
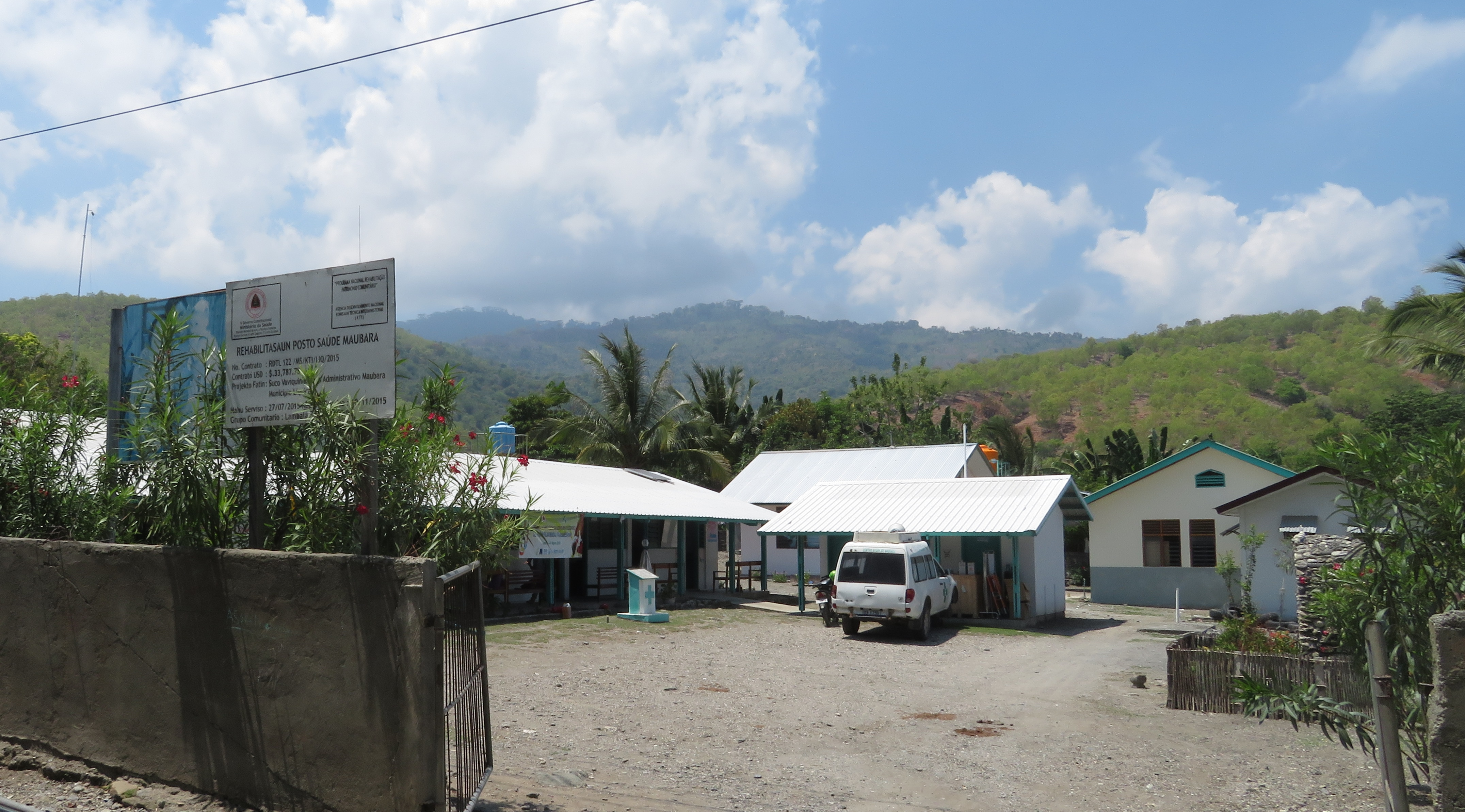
Centro de Saúde
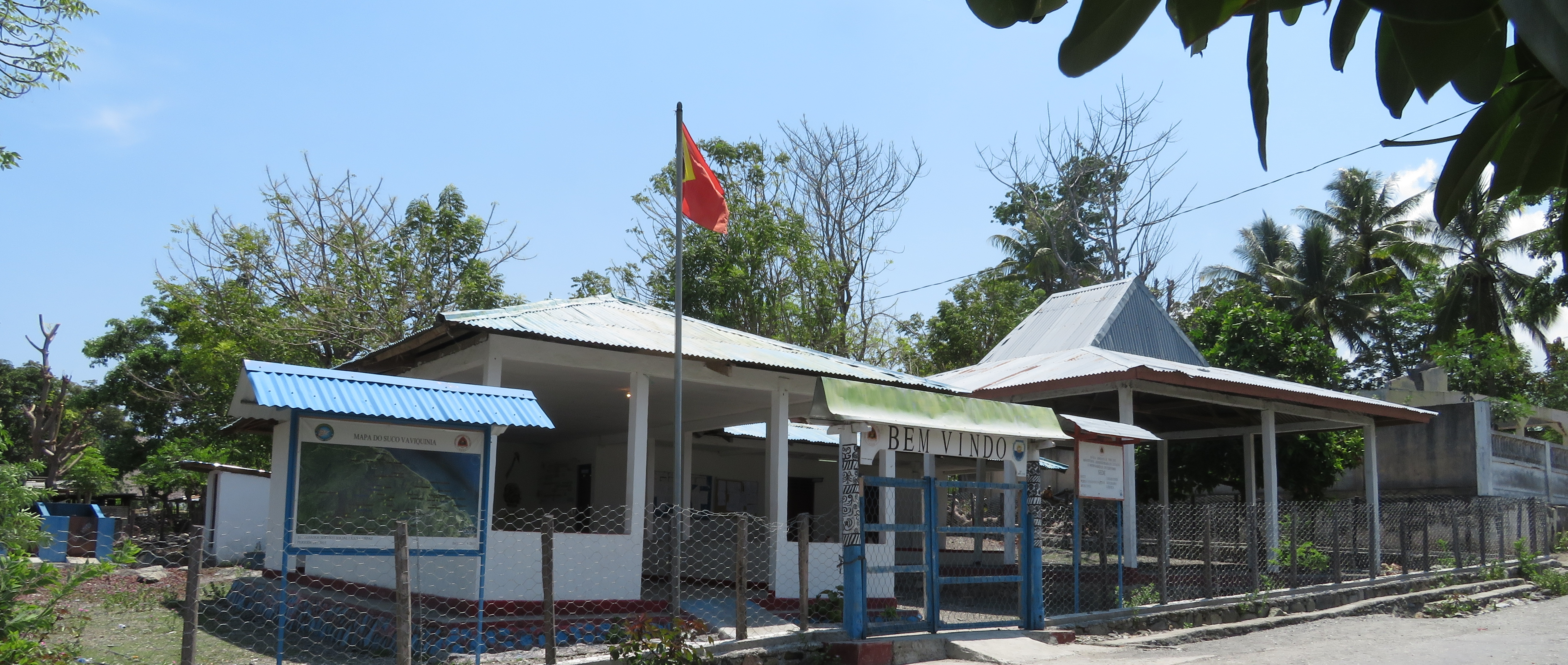
Edificio de administração do suco
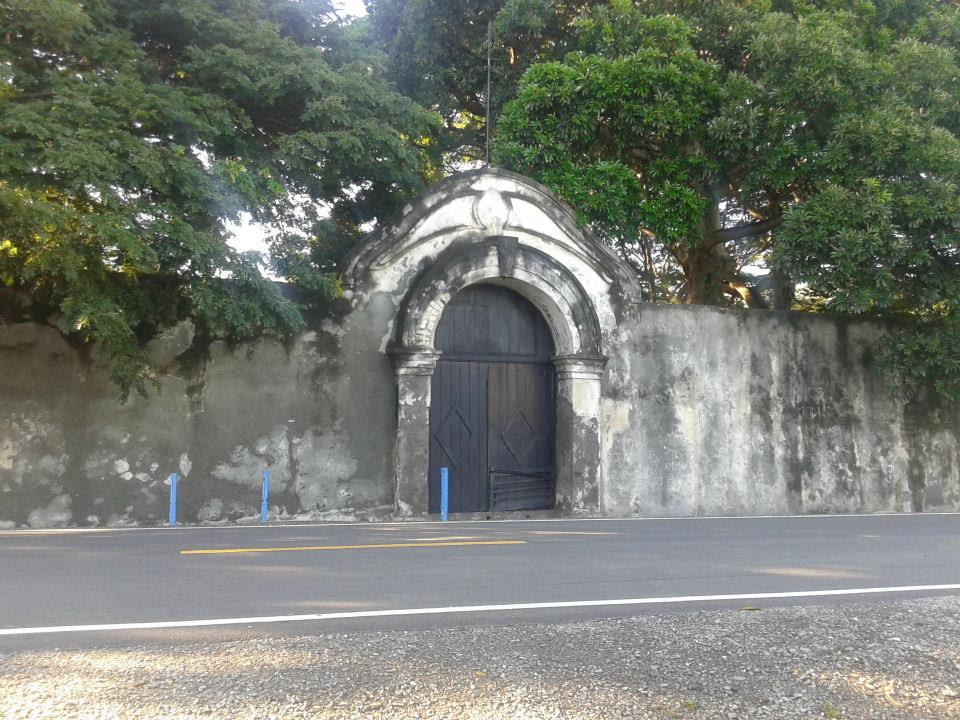
Fortaleza de Maubara
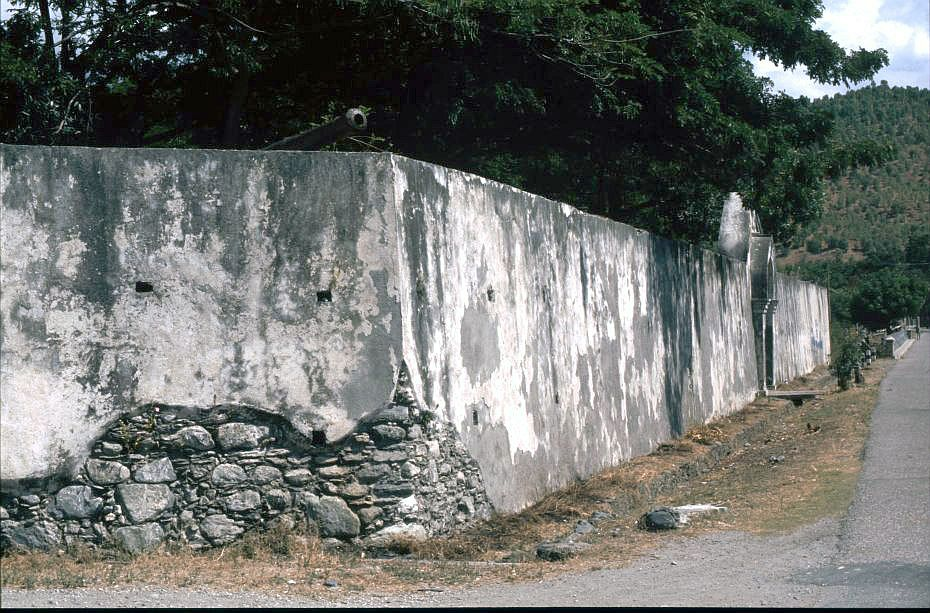
Fortaleza de Maubara
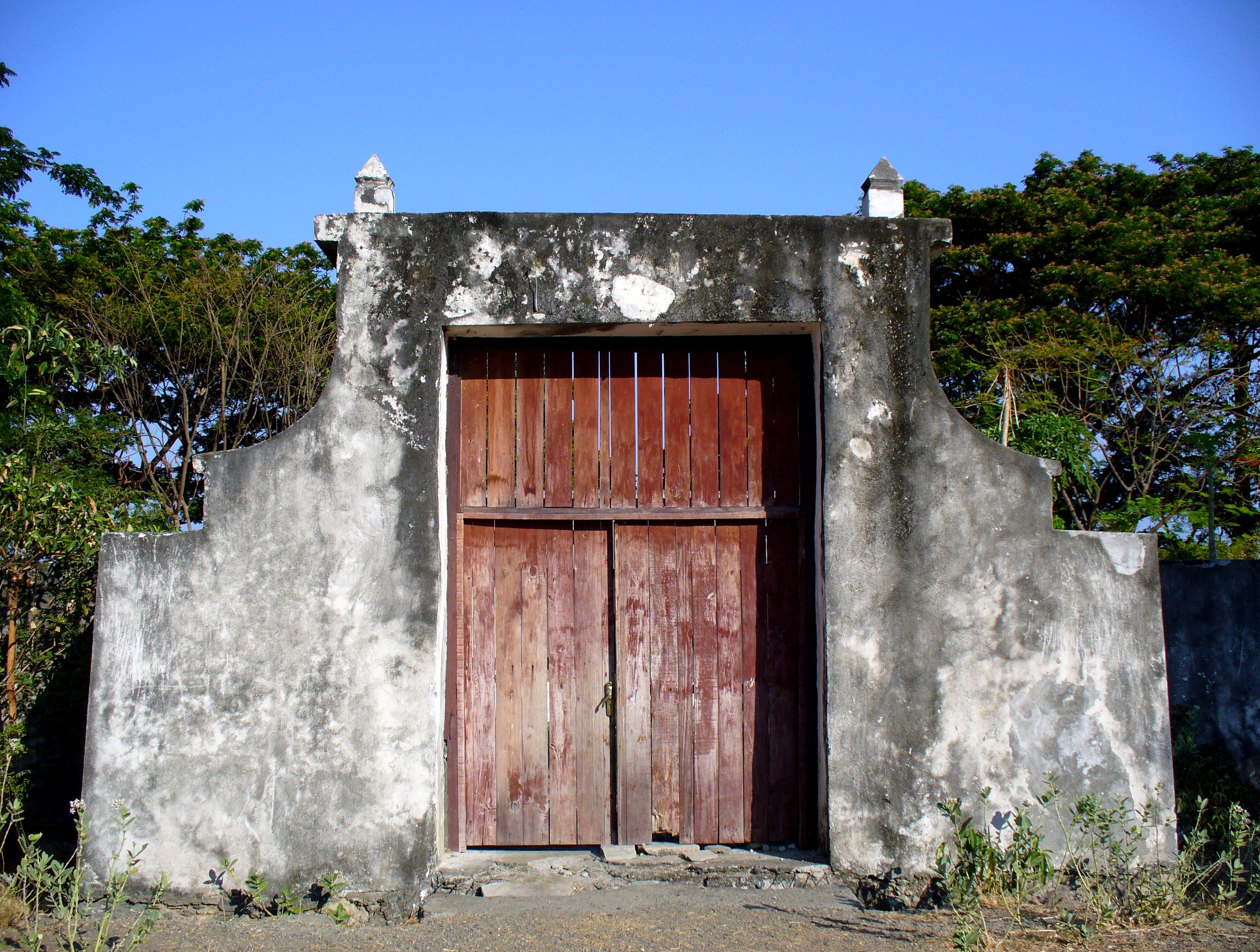
Fortaleza de Maubara
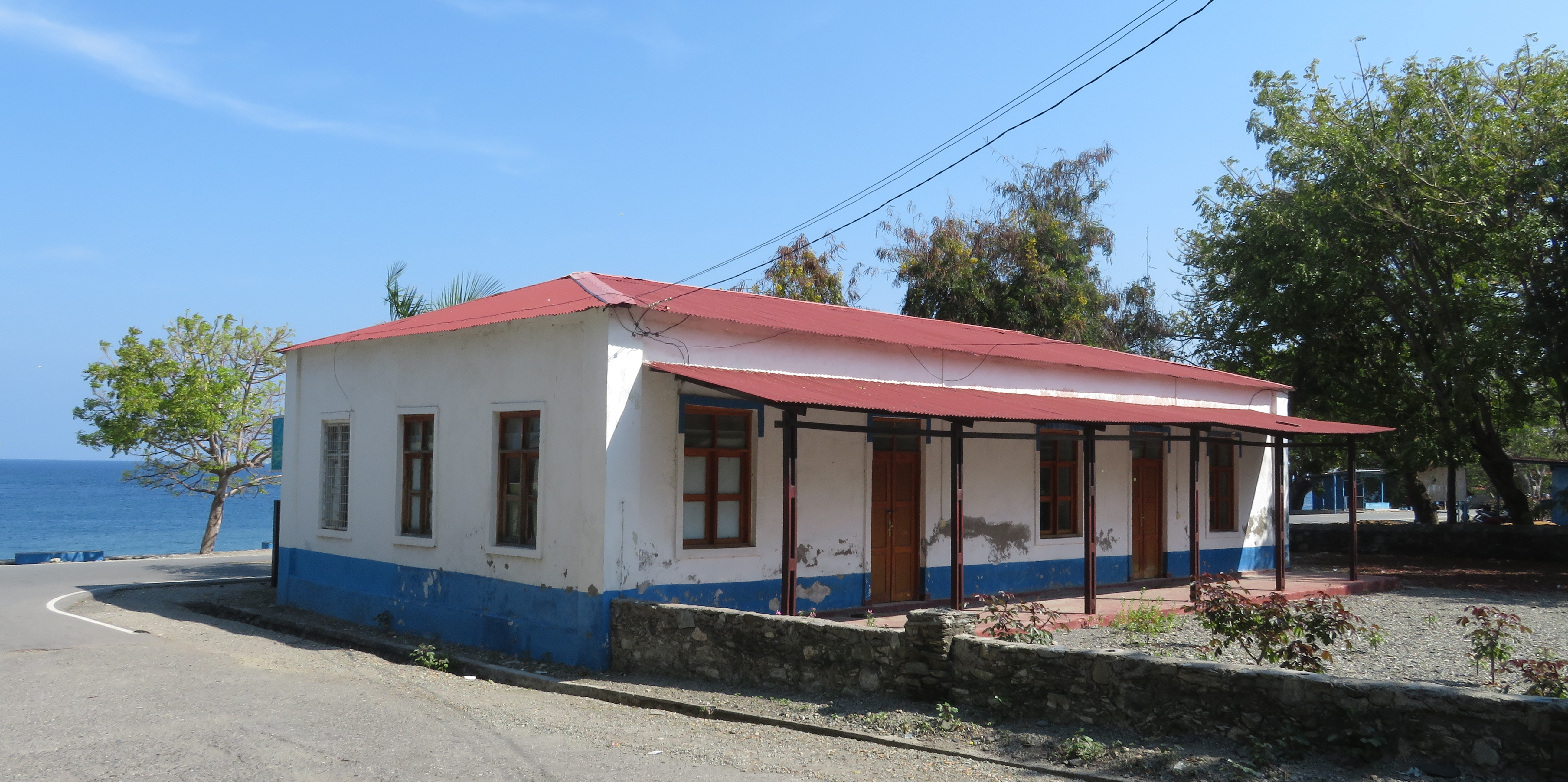
Posto de Alfândega
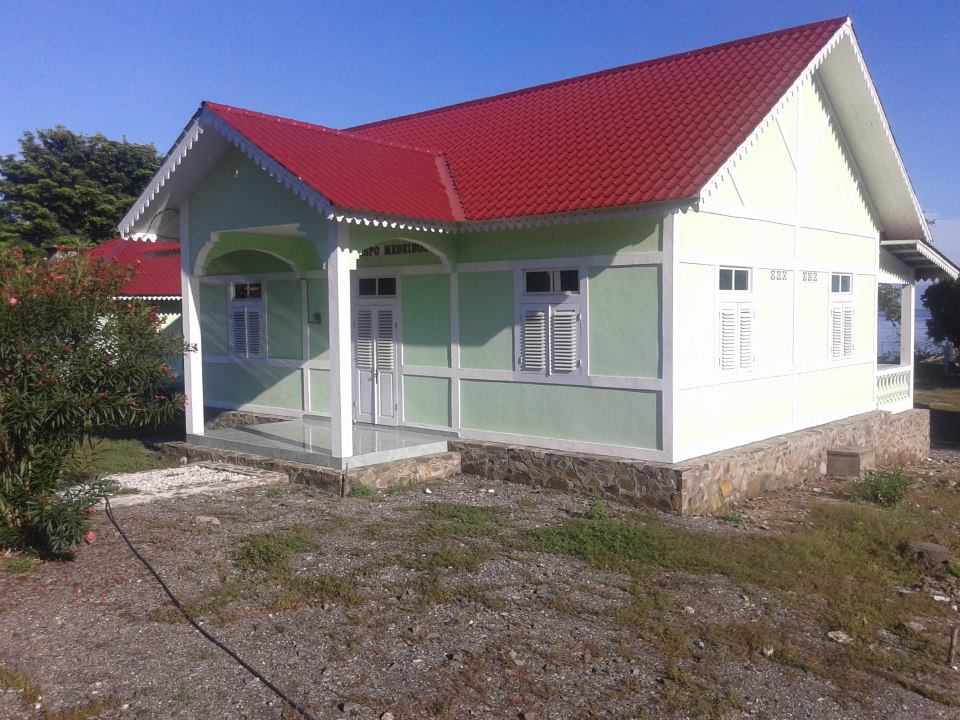
Escola de Padre Medeiros
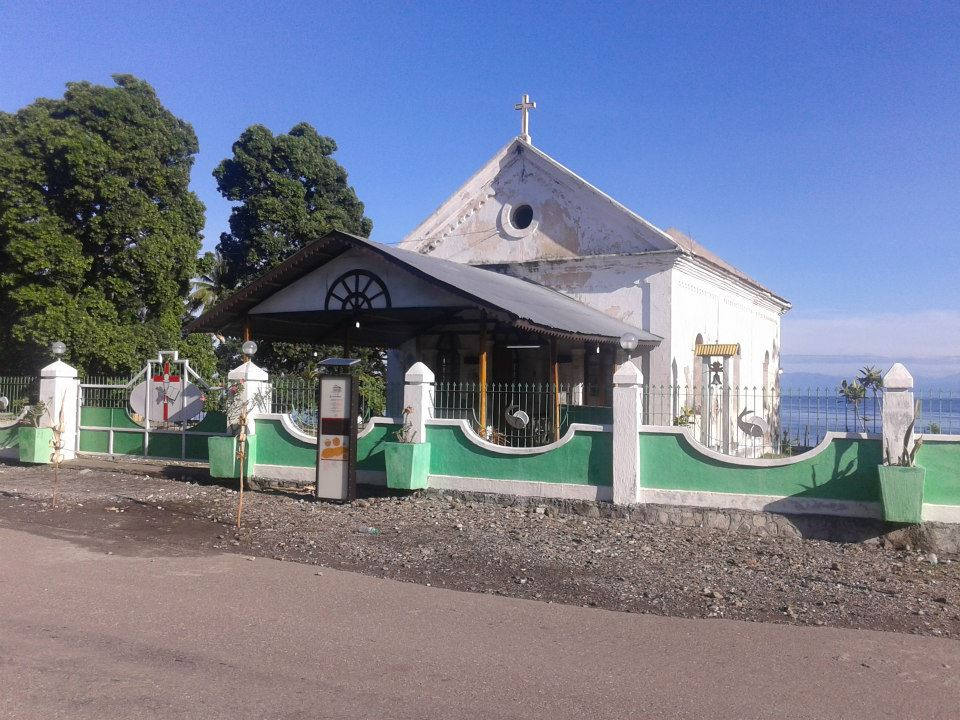
Igreja de Maubara